# پفکی
شهر پفکی در استان آتیک در کشور یونان واقع شده‌است که دارای جمعیت ۲۰٬۹۶۸ نفر می‌باشد.

## نگارخانه

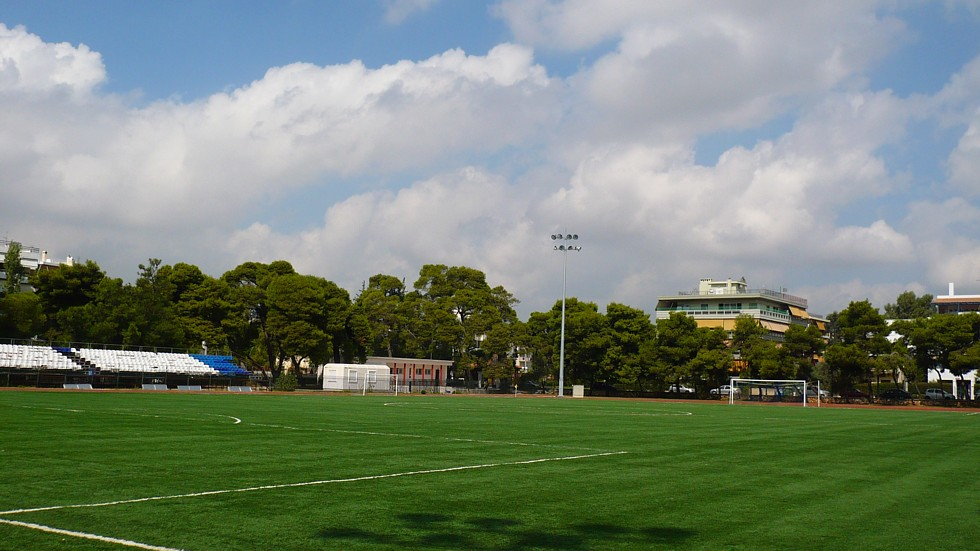
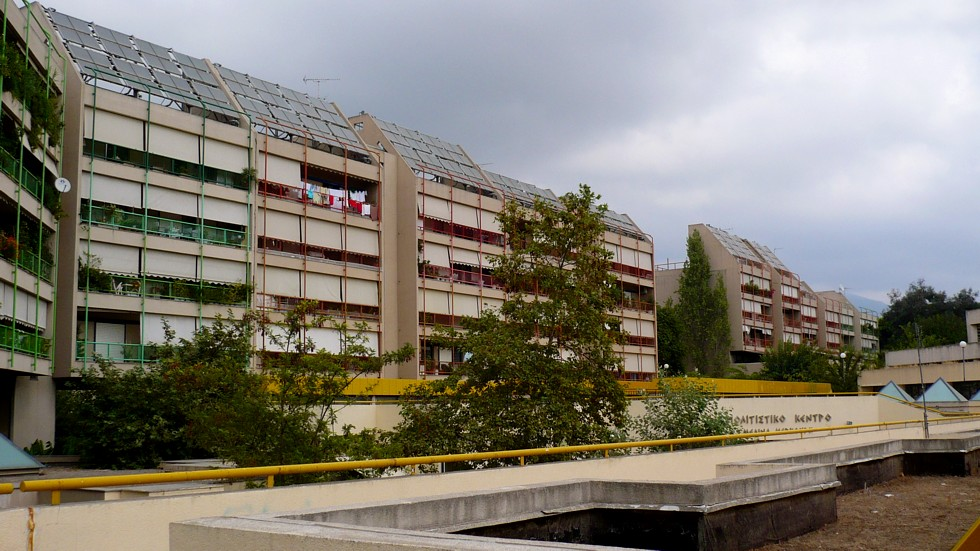
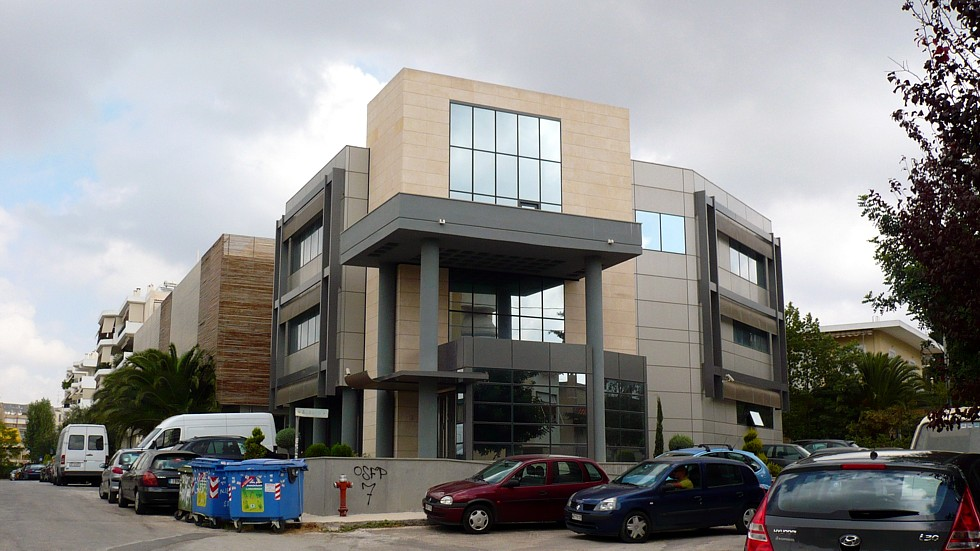